# TSV Mariendorf 1897
Der TSV Mariendorf 1897 ist ein Sportverein aus dem Berliner Bezirk Tempelhof-Schöneberg, der am 9. Juni 2016 durch Fusion des Mariendorfer SV 06 und des TSV Helgoland 1897 entstanden ist. Die erste Fußballmannschaft der Männer spielt seit der Saison 2022/23 in der sechstklassigen Berlin-Liga. Heimstätte des Vereins ist das Stadion im Volkspark Mariendorf. Das Stadion besitzt eine überdachte Tribüne und ist das siebtgrößte Stadion Berlins.

## Geschichte
Die TSV Helgoland 97 wurde im Jahr 1897 unter der Bezeichnung Berliner TuFC Helgoland gegründet. Erste Heimstätten des Clubs waren das Tempelhofer Feld sowie die Sportanlage Halker Zeile. 1926 fusionierte der Berliner TuFC Helgoland mit der SpVgg Tempelhof 1906 zur TSV 1897 Helgoland. Sportliche Erfolge konnte man kurzzeitig in den Spielzeiten 1901/02 und 1906/07 erlangen, in denen der Verein in der Berliner Oberliga vertreten war. Nach Auflösung im Zuge des Zweiten Weltkrieges gründete sich der Club 1949 unter seinen historischen Namen wieder neu. In der Folgezeit trat die Spielvereinigung im West-Berliner Lokalfußball nur noch unterklassig in Erscheinung.
Die Wurzeln des Vereins gehen auf die Vorgänger-Seiten Mariendorfer Ballspiel Club 1906 und Sportclub Krampe 1926 zurück, die von einer Gruppe ehemaliger Spieler des BFC Preussen organisiert wurde.
Ab der Fusion spielte die erste Herrenmannschaft der Fußballabteilung in der Landesliga. 2022 gelang der Aufstieg in die sechsklassige Berlin-Liga.

## Abteilungen
Weitere Abteilungen des Verein sind Car-Racing, Dart, Gymnastik, Historischer Kampfsport, Kindertanz, Laufgruppe, Schach und Skat.

## Saisondaten

### Männer
| Saison  | Spielklasse | Liga                   | Position | Spiele | S  | U  | N  | Tore   | Differenz | Punkte | Pokal (Berlin)                                              | Bemerkungen                                                                    |
| ------- | ----------- | ---------------------- | -------- | ------ | -- | -- | -- | ------ | --------- | ------ | ----------------------------------------------------------- | ------------------------------------------------------------------------------ |
| 2016/17 | VII         | Landesliga (Staffel 2) | 08/15    | 28     | 10 | 09 | 09 | 058:54 | 0+4       | 39     | Achtelfinale (0:4 gegen FC Spandau 06)                      |                                                                                |
| 2017/18 | VII         | Landesliga (Staffel 1) | 07/16    | 30     | 14 | 02 | 14 | 081:69 | +12       | 44     | 2. Runde (0:3 gegen Tennis Borussia Berlin)                 |                                                                                |
| 2018/19 | VII         | Landesliga (Staffel 1) | 06/16    | 30     | 15 | 04 | 11 | 069:47 | +22       | 49     | Achtelfinale (3:6 gegen SC Charlottenburg)                  |                                                                                |
| 2019/20 | VII         | Landesliga (Staffel 2) | 04/16    | 20     | 12 | 02 | 06 | 046:22 | +24       | 38     | 2. Runde (0:1 n. V. gegen TuS Makkabi Berlin)               | Saisonabbruch wegen Covid-19-Pandemie; Wertung durch Quotient Punkte pro Spiel |
| 2020/21 | VII         | Landesliga (Staffel 1) | 05/17    | 03     | 02 | 01 | 0  | 08:2   | 0+6       | 07     | Pokal aufgrund der COVID-19-Pandemie vorzeitig abgebrochen; | Saisonabbruch wegen Covid-19-Pandemie                                          |
| 2021/22 | VII         | Landesliga (Staffel 1) | 01/17    | 32     | 23 | 06 | 03 | 102:38 | +64       | 74     | Achtelfinale (0:4 gegen TSV Rudow)                          |                                                                                |
| 2022/23 | VI          | Berlin-Liga            | 06/18    | 34     | 16 | 09 | 09 | 69:55  | +14       | 57     | Achtelfinale (1:3 gegen BFC Dynamo)                         |                                                                                |
| 2023/24 | VI          | Berlin-Liga            | 04/18    | 34     | 16 | 06 | 12 | 57:51  | 0+6       | 54     | 2. Runde (1:5 gegen FC Viktoria 1889 Berlin)                |                                                                                |
| 2024/25 | VI          | Berlin-Liga            | 08/18    | 34     | 15 | 10 | 09 | 76:57  | +19       | 55     | 2. Runde (1:3 gegen Tennis Borussia Berlin)                 |                                                                                |

### Frauen
| Saison  | Spielklasse | Liga                    | Position | Spiele | S  | U  | N  | Tore   | Differenz | Punkte | Pokal (Berlin)                                         | Bemerkungen                                                                    |
| ------- | ----------- | ----------------------- | -------- | ------ | -- | -- | -- | ------ | --------- | ------ | ------------------------------------------------------ | ------------------------------------------------------------------------------ |
| 2016/17 | VI          | Bezirksliga (Staffel 1) | 09/10    | 18     | 02 | 02 | 14 | 23:100 | −77       | 08     | Qualifikation (0:7 gegen Friedrichshagener SV)         |                                                                                |
| 2017/18 | VI          | Bezirksliga (Staffel 1) | 01/9     | 16     | 15 | 0  | 01 | 79:7   | +72       | 45     | 1. Runde (1:2 gegen Lichtenberg 47)                    |                                                                                |
| 2018/19 | V           | Landesliga              | 08/13    | 24     | 11 | 01 | 12 | 69:48  | +21       | 34     | 1. Runde (0:1 gegen 1. FFV Spandau)                    |                                                                                |
| 2019/20 | V           | Landesliga              | 07/14    | 16     | 07 | 03 | 06 | 36:23  | +13       | 24     | 1. Runde (0:6 gegen FSV Hansa 07)                      | Saisonabbruch wegen Covid-19-Pandemie; Wertung durch Quotient Punkte pro Spiel |
| 2020/21 | V           | Landesliga              | 08/14    | 03     | 01 | 0  | 02 | 07:7   | 0±0       | 03     | Achtelfinale (nicht ausgetragen gegen Viktoria Berlin) | Saisonabbruch wegen Covid-19-Pandemie                                          |
| 2021/22 | V           | Landesliga              | 04/13    | 24     | 14 | 06 | 04 | 63:25  | +38       | 48     | 1. Runde (0:2 gegen SFC Stern 1900)                    |                                                                                |
| 2022/23 | V           | Landesliga              | 10/13    | 24     | 06 | 03 | 15 | 22:50  | −28       | 21     | 1. Runde (0:2 gegen Berolina Mitte)                    |                                                                                |
| 2023/24 | V           | Landesliga              | 10/13    | 24     | 06 | 02 | 16 | 21:65  | −44       | 20     | 1. Runde (0:2 gegen 1. FC Union Berlin)                |                                                                                |
| 2024/25 | V           | Landesliga              | 13/14    | 26     | 03 | 05 | 18 | 21:64  | −43       | 14     | Achtelfinale (0:14 gegen SFC Stern 1900)               |                                                                                |